# بروکساید (کلرادو)
بروکساید (به انگلیسی: Brookside) شهری در ایالت کلرادو کشور ایالات متحده آمریکا است که جمعیت آن در سرشماری سال ۲۰۱۰ میلادی، ۲۳۳ نفر بوده‌است.